# CBU-75
CBU-75 Sadeye – amerykańska kasetowa bomba lotnicza. CBU – akronim od ang. Cluster Bomb Unit – bomba kasetowa. Zaprojektowana do niszczenia siły żywej nieprzyjaciela i lekkich pojazdów opancerzonych przy pomocy rozsypywanych podczas lotu bombek.
CBU-75 zawiera 1800 bombek BLU-26 o masie 0,45 kg. Bombka BLU-26 składa się z 0,32 kg trotylu zamkniętego w stalowej obudowie o kulistym kształcie rozrywającej się na 600 odłamków mogących razić cel w promieniu około 10 metrów. Detonacja następuje na zadanej wysokości nad ziemią, w momencie uderzenia lub po pewnym czasie od upadku. Całkowita siła niszcząca bomby CBU-78 jest dwa razy większa niż klasycznej bomby o masie 2000 funtów (907 kg). Obszar pokrycia terenu bombkami BLU-26 sięga 860 000 m² (157 boisk futbolowych).
Wersja bomby CBU-75/B zawiera 1800 bombek typu BLU-63/B z ładunkiem cyklotolu o masie 0,43 kg i dodatkowo kulkami tytanowymi wzmacniającymi efekt zapalający. Wersja bomby CBU-75A/B zawiera subamunicję mieszaną: 1420 bombek BLU-63/B i 355 bombek BLU-86/B o masie 0,45 kg wyposażonych w zapalnik czasowy. Rozrzucenie min po polu walki następuje po otwarciu wyrzutnika SUU-54A/B na zadanej wysokości.